# 多獅島港駅
多獅島港駅（タサドハンえき）は朝鮮民主主義人民共和国平安北道塩州郡に位置する朝鮮民主主義人民共和国鉄道省多獅島線の駅である。

## 隣の駅
朝鮮民主主義人民共和国鉄道省
多獅島線
多獅島駅 - 多獅島港駅